# ماسیابوآی
ماسیابوآی (به لاتین: Masiaboay) یک منطقهٔ مسکونی در ماداگاسکار است که در بخش بتیوکی-آتسیمو واقع شده‌است. ماسیابوآی ۱۰٬۰۰۰ نفر جمعیت دارد و ۲۴۵ متر بالاتر از سطح دریا واقع شده‌است.